# Kościół św. Piusa X w Gronowie
Kościół pw. św. Piusa X w Gronowie – rzymskokatolicki kościół filialny należący do dekanatu Rzepin, diecezji zielonogórsko-gorzowskiej. zlokalizowany w Gronowie, w powiecie słubickim, w województwie lubuskim.

## Historia

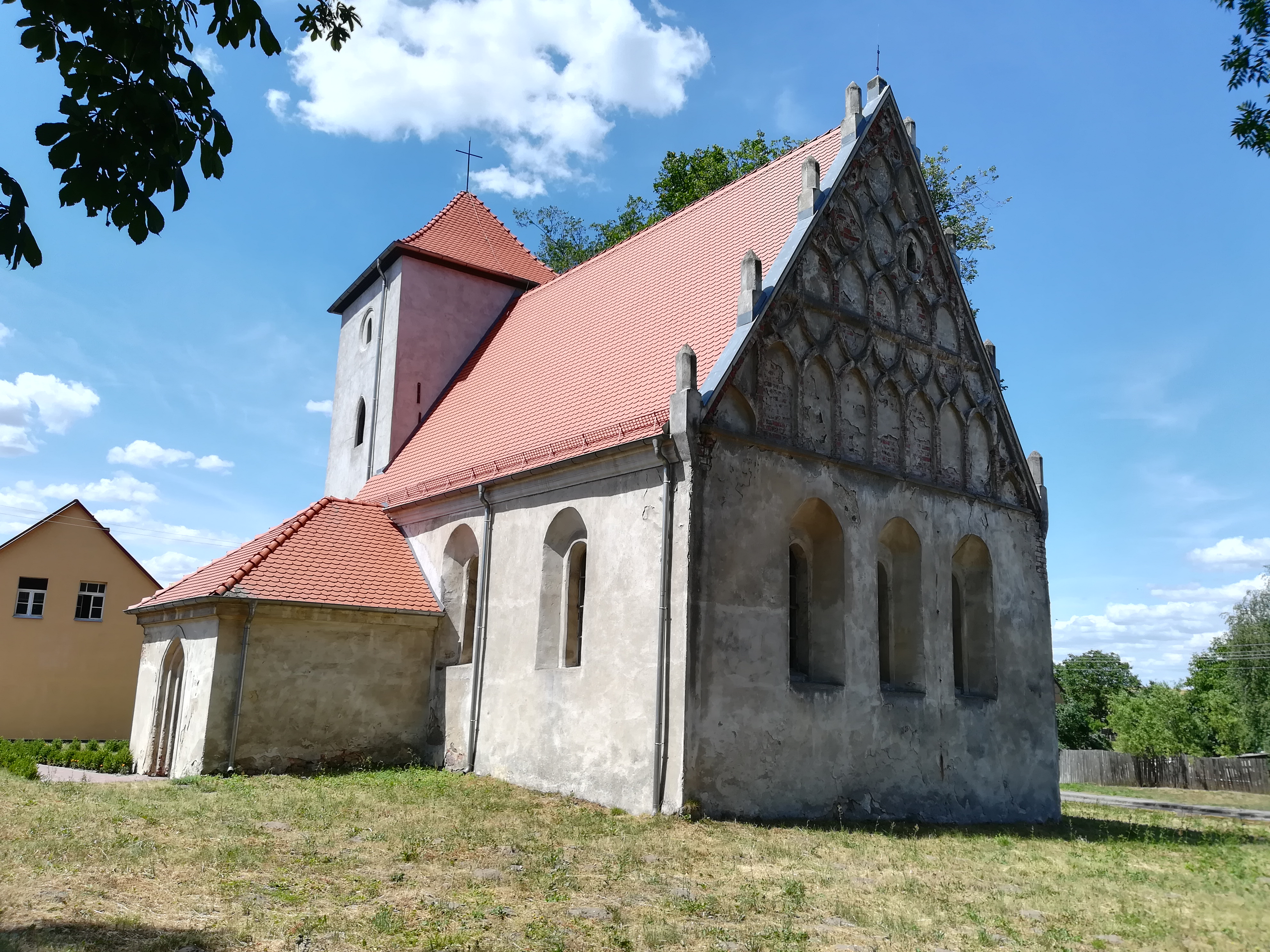
Ściana szczytowa

Przyjmuje się, że kościół wzniesiono w XV wieku, chociaż istnieje opinia, że został zbudowany już w wieku XIII, a w wiekach XV–XVI uległ gruntownej przebudowie. Niemiecki historyk sztuki, Rudolf Bergau, datował go na 1598.
Drugą przebudowę przeprowadzono w drugiej połowie XVII wieku. Dobudowano wówczas kruchtę. Prawdopodobnie działo się to w roku 1672, a przebudowy dokonał major Jakub Rotenburg – świadczy o tym chorągiewka na dachu z datą i literami J.R.M. Świątynię obsługiwał wtedy diakon z Ośna Lubuskiego. Kolejny remont został wykonany w 1842.
Po 1945 kościół został otwarty jako katolicki, ale jego poświęcenia dokonano dopiero 15 czerwca 1961 (wcześniej, 10 kwietnia 1961, wpisano go do rejestru zabytków).

## Architektura
Obiekt był pierwotnie romański. Obecny to budowla ceglana o wątku wendyjskim, czyli słowiańskim. Większość wyposażenia pochodziła z okresu przebudowy XVII-wiecznej, w tym ołtarz. Chrzcielnica jest z 1606, a ambona z 1660.

## Dzwony
Kościół posiadał trzy dzwony:
- z 1643, odlany przez Chrystiana Finckena na zlecenie majora Rotenburga oraz jego rodziny,
- z drugiej połowy XVII wieku z ludwisarni Franciszka Sebastiana Voillarda,
- z nieokreślonego czasu (brak napisów)[2].